# Fritz Vahle
Fritz Vahle (* 1. März 1913 in Bochum; † 1991 in Lüneburg) war ein deutscher Maler, Grafiker und Biologe.

## Leben
Vahle war ein Schüler von Alexander Kanoldt. Er war von 1938 bis 1944 auf allen Großen Deutschen Kunstausstellungen in München mit Landschaftsbildern vertreten, von denen eines von Hitler, ebenfalls eines von Martin Bormann und mehrere von Albert Speer erworben wurden. Im Zweiten Weltkrieg Weltkrieg war er u. a. in der Sowjetunion im Einsatz. Während des Krieges wirkte er auch als Kriegsmaler, in der Ausstellung „Kunst der Front“ des Luftgaukommandos VI war Vahle mit insgesamt 21 Gemälden und Zeichnungen vertreten.
Von 1945 bis 1956 war er in Stendal freiberuflich als Maler tätig. Er schuf dabei eine Reihe von Ansichten des alten Stendals, überwiegend als Auftragswerke des Rates der Stadt. 1951 zeigte die Galerie Henning in Halle/Saale Ölbilder, Aquarelle und Zeichnungen Vahles und seiner Frau. Vahle lehrte seit 1957 in Dortmund und ab 1959 in Pforzheim an den dortigen künstlerischen Hochschulen als Dozent bzw. Professor. Neben seinen grafischen und glaskünstlerischen Werken trat er zudem als Entwurfszeichner für Bildteppiche hervor.
1954 erhielt der von ihm auf der 10. Triennale in Mailand ausgestellte Teppich das Diplome d´honneur.
Er war verheiratet mit Ingeborg Vahle-Giessler. Der gemeinsame Sohn Fredrik ist ein bekannter Schöpfer von Kinderliedern.